# جک کالندر
جک کالندر (انگلیسی: Jack Callender؛ ۲ آوریل ۱۹۲۳ – ۲۲ مهٔ ۲۰۰۱) بازیکن فوتبال اهل بریتانیا بود.